# Zhang Sixun
Dans ce nom chinois, le nom de famille, Zhang, précède le nom personnel.
Pour les articles homonymes, voir Zhang.
Zhang Sixun (chinois simplifié : 张思训 ; chinois traditionnel : 張思訓 ; pinyin : Zhāng Sīxùn ; Wade : Chang Ssu-hsün, fl. Xe siècle) est un astronome et ingénieur militaire chinois, originaire de Bazhong dans la province du Sichuan, durant la dynastie Song (960-1279). On lui attribue la création d'une sphère armillaire pour sa tour horloge astronomique qui utilise du mercure. La roue à aubes dont les mesures sont remplies de mercure liquide tourne et entraîne un mécanisme d'échappement qui donne à la sphère armillaire la rotation voulue. Il dessine le modèle de sa sphère armillaire en 976 et termine sa construction en 977.